# Sudova Vyshnia
Sudova Vyshnia (em ucraniano:  Судова Вишня, em polonês/polaco:  Sądowa Wisznia) é uma cidade da Ucrânia, situada no Oblast de Leópolis. Tem 28,1 km² de área e sua população em 2020 foi estimada em 6.566 habitantes.